# ارك (مولديخت)
ارك هو دُوَّار يقع بجماعة تلات نيعقوب، إقليم الحوز، جهة مراكش آسفي في المملكة المغربية. ينتمي الدوّار لمشيخة مولديخت التي تضم 22 دوار. يقدر عدد سكانه بـ 212 نسمة حسب الإحصاء الرسمي للسكان والسكنى لسنة 2004.

## روابط خارجية
- البوابة الوطنية للجماعات الترابية
- المندوبية السامية للتخطيط